# دينيس فولودين
دينيس فولودين (بالروسية: Володин, Денис Михайлович)‏ هو لاعب كرة قدم كازاخستاني وروسي في مركز الدفاع، ولد في 11 يوليو 1982 في كاندالاكشا في روسيا. شارك مع منتخب كازاخستان لكرة القدم. أما مع النوادي، فقد لعب مع إف كي أتيراو وميبا ونادي أستانا ونادي أورداباسي ونادي جاز ونادي شاختار قراغندي ونادي فوستوك.

## وصلات خارجية
- دينيس فولودين على موقع قاعدة بيانات كرة القدم.إي يو (الإنجليزية)
- دينيس فولودين على موقع عالم كرة القدم.نت (الإنجليزية)